# Héctor Rial
José Héctor Rial Laguía (ur. 14 października 1928 w Pergamino, zm. 24 lutego 1991 w Madrycie) – piłkarz argentyński, pięciokrotny reprezentant Hiszpanii, z Realem Madryt, w barwach którego grał w latach 1954–1961, czterokrotny mistrz Hiszpanii i pięciokrotny zdobywca Pucharu Mistrzów.
Po zakończeniu kariery został trenerem i trenował takie zespoły jak: Pontevedra CF, RCD Mallorca, Real Saragossa, UD Las Palmas, olimpijska reprezentacja Hiszpanii, Chivas Guadalajara, reprezentacja Arabii Saudyjskiej, Deportivo La Coruña, Estudiantes La Plata, reprezentacja Salwadoru i Elche CF.